# غينادي كيزيليوف
غينادي كيزيليوف (بالروسية: Киселёв, Геннадий Романович)‏ هو لاعب كرة قدم روسي في مركز الوسط، ولد في 3 يناير 1999 في يوشكار-أولا في روسيا. لعب مع FC Lada-Tolyatti ‏.

## وصلات خارجية
- غينادي كيزيليوف على موقع قاعدة بيانات كرة القدم.إي يو (الإنجليزية)
- غينادي كيزيليوف على موقع Soccerway.com (الإنجليزية)
- غينادي كيزيليوف على موقع عالم كرة القدم.نت (الإنجليزية)